# SN 2002hv
SN 2002hv – supernowa typu Ia odkryta 5 listopada 2002 roku w galaktyce UGC 4974. W momencie odkrycia miała maksymalną jasność 18,60m.